# La Jolie Bretonne
La Jolie Bretonne est un film français muet de court métrage écrit et réalisé par Ferdinand Zecca et René Leprince en 1914.

## Fiche technique
- Scénario et réalisation : Ferdinand Zecca et René Leprince
- Chef opérateur : Julien Ringel
- Société de production : Pathé Frères
- Format : Muet   - 35 mm - Noir et blanc - 1,33:1
- Genre : Film dramatique
- Date de sortie : 
  - France : 8 mai 1914

## Distribution
- Gabrielle Robinne : Anaïk, une jolie Bretonne
- René Alexandre : Yvon Kermadec, son fiancé, marin sur le torpilleur Amphititre
- Jean Dax : Bernard Grandval, un peintre veuf séduit par la beauté d'Anaïk
- Yanne Exiane : Simone Grandval, sa fille
- Maurice Lagrenée